# Moggridgea
Moggridgea es un género de arañas migalomorfas de la familia Migidae. Se encuentra en África subsahariana y Australia.

## Lista de especies
Según The World Spider Catalog 11.5:
- Moggridgea albimaculata Hewitt, 1925
- Moggridgea ampullata Griswold, 1987
- Moggridgea anactenidia Griswold, 1987
- Moggridgea australis Main, 1991
- Moggridgea breyeri Hewitt, 1915
- Moggridgea clypeostriata Benoit, 1962
- Moggridgea crudeni Hewitt, 1913
- Moggridgea dyeri O. Pickard-Cambridge, 1875
- Moggridgea eremicola Griswold, 1987
- Moggridgea intermedia Hewitt, 1913
- Moggridgea leipoldti Purcell, 1903
- Moggridgea loistata Griswold, 1987
- Moggridgea microps Hewitt, 1915
- Moggridgea mordax Purcell, 1903
- Moggridgea nesiota Griswold, 1987
- Moggridgea occidua Simon, 1907
- Moggridgea pallida Hewitt, 1914
- Moggridgea paucispina Hewitt, 1916
- Moggridgea peringueyi Simon, 1903
- Moggridgea pseudocrudeni Hewitt, 1919
- Moggridgea purpurea Lawrence, 1928
- Moggridgea pymi Hewitt, 1914
- Moggridgea quercina Simon, 1903
- Moggridgea rupicola Hewitt, 1913
- Moggridgea rupicoloides Hewitt, 1914
- Moggridgea socotra Griswold, 1987
- Moggridgea tanypalpa Griswold, 1987
- Moggridgea teresae Griswold, 1987
- Moggridgea terrestris Hewitt, 1914
- Moggridgea terricola Simon, 1903
- Moggridgea tingle Main, 1991
- Moggridgea verruculata Griswold, 1987
- Moggridgea whytei Pocock, 1897